# Amanishiki (manzana)
Amanishiki es el nombre de la variedad cultivar de manzano (Malus domestica). 
Un híbrido de manzana del cruce de 'Ralls Janet' x 'Indo'. Criado en 1936 en la Estación Experimental de Manzanas de Aomori Japón. Fue descrito y nombrado en 1948. Las frutas son dulces e insípidas; no maduran adecuadamente en Gran Bretaña.

## Historia
'Amanishiki' es una variedad de manzana, híbrido del cruce de 'Ralls Janet' x 'Indo'. Desarrollado y criado a partir de Parental-Madre 'Deacon Jones' mediante una polinización por Parental-Padre la variedad 'Indo'. Criado en 1936 en la Estación Experimental de Manzanas de Aomori Japón. Fue descrito y nombrado en 1948.
'Amanishiki' está cultivada en diversos bancos de germoplasma de cultivos vivos tales como en National Fruit Collection (Colección Nacional de Fruta) de Reino Unido con el número de accesión: 1953-013 y Nombre Accesión : Amanishiki.

## Características
'Amanishiki' árbol de extensión erguida, de vigor moderadamente vigoroso, portador de espuela. Tiene un tiempo de floración que comienza a partir del 6 de mayo con el 10% de floración, para el 11 de mayo tiene una floración completa (80%), y para el 19 de mayo tiene un 90% caída de pétalos. Debe cultivarse en un clima cálido con una larga temporada de maduración.
'Amanishiki' tiene una talla de fruto medio; forma truncado cónica con tendencia a cónica, con altura 50.00mm y anchura 55.00mm; con nervaduras medias; epidermis con color de fondo es verde amarillento, con un sobre color marrón, importancia del sobre color medio-alto, y patrón del sobre color rayas / moteado, presentando un rubor rojo pardusco que cubre las tres cuartas partes de la superficie, las lenticelas blanquecinas son abundantes, aunque apenas visibles en el lado sombreado, "russeting" (pardeamiento áspero superficial que presentan algunas variedades) muy bajo; cáliz pequeño y ligeramente abierto, ubicado en una cuenca poco profunda y ligeramente estriada; pedúnculo largo y delgado, colocado en una cavidad en forma de embudo; carne de color verde pálido y muy dulce, pero sin sabor.
Su tiempo de recogida de cosecha se inicia a finales de octubre. Se mantiene bien durante dos meses en cámara frigorífica.

## Usos
Una excelente manzana para comer en postre de mesa.

## Ploidismo
Diploide, auto estéril. Grupo de polinización: D, Día 12.